# Янош Рожаш
Янош Рожаш (угор. Rózsás János ;6 серпня 1926, Будапешт — †2 листопада 2012, Надьканіжа) — в'язень ГУЛАГу, за основною професією бухгалтер, технічний перекладач з російської та німецької, літератор.

## Біографія
Рожаш народився в Будапешті. З 1940 працював на дрібних посадах — помічник адміністратора, діловод в нотаріаті, секретар.
У 1944 потрапив у полон. Проти нього було висунуто звинувачення, що він добровільно воював проти СССР як новобранець угорської армії. Дев'ять років, з 1944 по 1953, Рожаш знаходився в таборах. У Далекому Таборі він познайомився і потоваришував з майбутнім нобелівським лауреатом Олександром Солженіциним, з яким разом провів три роки.
У 1962 був реабілітований Верховним Судом СССР. Повернувшись до Угорщини в другій половині 1970-х, в 1980-х Рожаш написав кілька книг і статей про ГУЛАГ. Золтан Салкаї (угор. Zoltán Szalkai), угорський режисер, зняв фільм про Яноша Рожаше і Дерде Золтана Бієне (угор. Bien György Zoltán), які були в'язнями ГУЛАГу. У серпні 2001 отримав Лицарський хрест Ордена Заслуг Угорської Республіки. У 2003 Угорська Академія мистецтв присудила йому золоту медаль за його мемуари, в той же рік він йому було присвоєно звання почесного громадянина округу Зала.
Рожаш помер 2 листопада 2012, у віці 86, в Надьканіжі.

## Твори
- Keserű ifjúság (Гірка юність) (München, 1986)
- Éltető reménység (Надія на життя) (München, 1987)
- Duszja nővér (Медсестра Дуся) (Nagykanizsa, 1995)
- GULAG-lexikon (Енциклопедія ГУЛАГа) (Budapest, 2000)
- Leventesors (Доля молодого угорського курсанта під час Другої світової війни) (Nagykanizsa, 2005)